# Massaker von Argenton-sur-Creuse

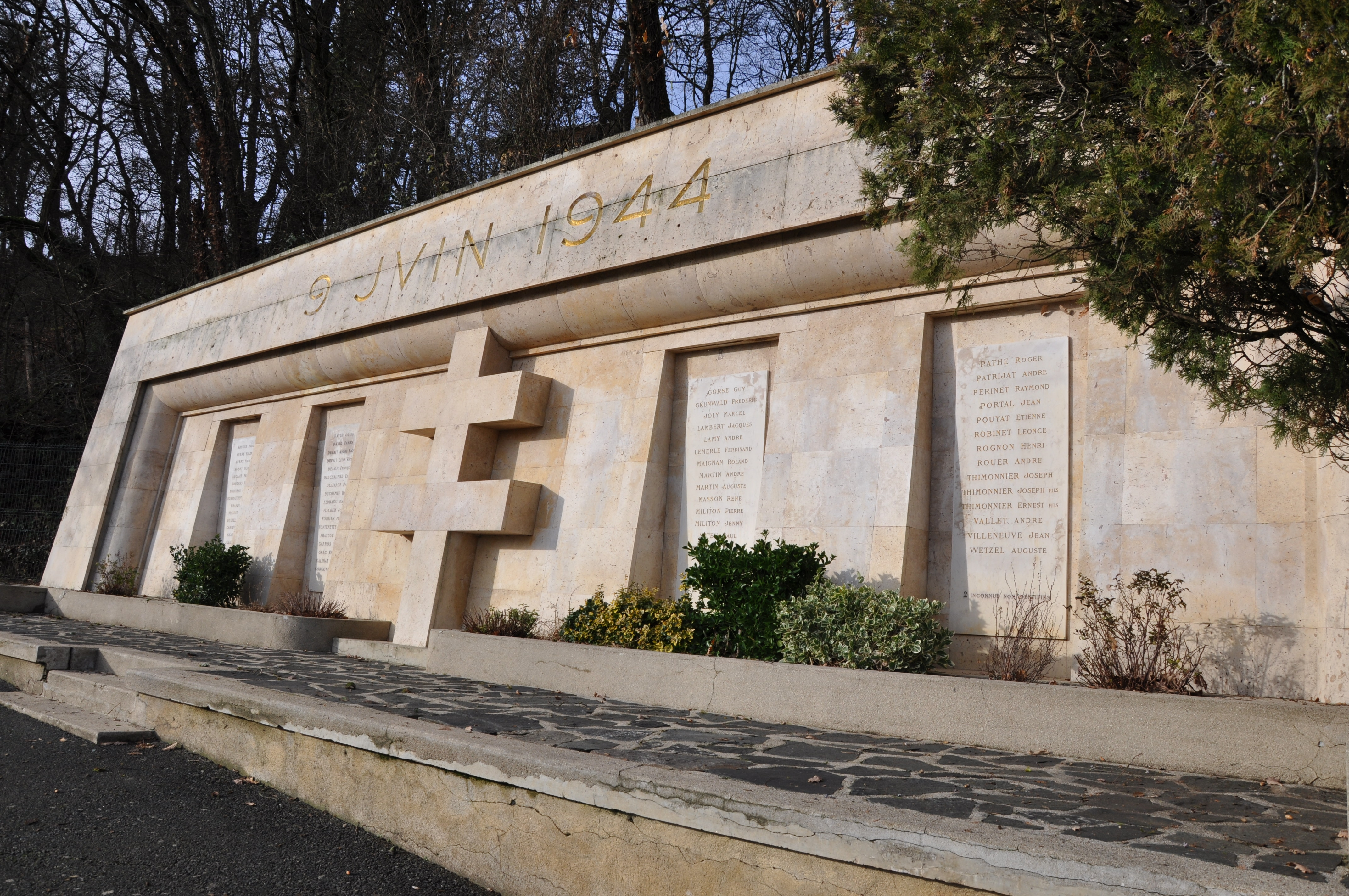
Mahnmal in Argenton-sur-Creuse

Das Massaker von Argenton-sur-Creuse bezeichnet ein Kriegsverbrechen, das am 9. Juni 1944 von der 2. SS-Panzer-Division „Das Reich“ an der Bevölkerung dieser Gemeinde im Département Indre begangen wurde. 67 Personen, darunter 56 Zivilisten, Männer, Frauen und Kinder, wurden getötet.

## Historischer Kontext
Die Landung der Alliierten in der Normandie am 6. Juni 1944 löste eine Reihe von Sabotageakten und Störungen der deutschen Besatzungstruppen durch die Résistance aus. Die südlich von Limoges stationierte 2. SS-Panzer-Division „Das Reich“, eine nationalsozialistische Militäreinheit, die nicht Teil der Wehrmacht war und direkt dem Befehl Hitlers unterstand, wurde von allen Seiten angegriffen. Sie erhielt den Marschbefehl zur Invasionsfront im Norden, doch es fehlte ihr an Vorräten. Ein Konvoi mit Granaten und 250.000 Litern Benzin wurde erwartet, war aber noch nicht angekommen. Am 10. Juni 1944, dem Tag des Massakers von Oradour, schrieb General Heinz Lammerding, der Kommandeur der Division, an General Krüger, einen der Adjutanten des Marschalls Gerd von Rundstedt: „[...] unser Treibstoffnachschub hängt von einem für den Moment unsichtbaren Konvoi ab. [...] die völlige Auflösung des Eisenbahnnetzes durch die Terroristen verbietet wahrscheinlich eine Verladung [ein Eisenbahntransport hätte nicht so viel Benzin erfordert].  [...] Die Blockade der deutschen Positionen ist ziemlich skandalös. Ohne eine brutale und entschlossene Unterdrückung wird die Lage in dieser Region eine Bedrohung darstellen, deren Ausmaß noch nicht bewertet wurde.“
Dies lag auf der Linie von Rundstedts, Oberbefehlshaber der Westfront, der in seinem Kriegstagebuch notierte, dass die energischsten Maßnahmen ergriffen werden müssten, um den Bewohnern der Zentralmassivs deutlich zu machen, was es bedeute, die Résistance zu unterstützen.
Auf französischer Seite waren im Sommer 1944 im Département Indre 15.000 Widerstandskämpfer aktiv, die von Roland Despains, Chef der 5. Brigade der Francs-tireurs et partisans (FTP), und von Oberst Raymond Chomel, Befehlshaber der Brigade Charles Martel in der Organisation de résistance de l’armée kommandiert wurden.

## Die falsche Befreiung der Stadt
Am 9. Juni 1944 griffen die Widerstandskämpfer in Argenton-sur-Creuse ein. Je nach Quelle zwischen 30 und 90 Männer besetzten am Morgen ohne Probleme die Gendarmerie, den Stützpunkt der Groupe mobile de réserve (GMR), die paramilitärische Einheit des Vichy-Regimes, und das Rathaus.
Am Ausgang des Bahnhofs und Beginn der Bahnstrecke Argenton-sur-Creuse–La Chaussée nach La Châtre, im Lieu-dit Le Petit Nice, griffen sie die aus 28 Männern bestehende Eskorte des Benzinkonvois an, der von General Lammerding erwartet wurde. Die Aktion, die von Roland Despains selbst befehligt wurde, gelang innerhalb von zehn Minuten. Drei Widerstandskämpfer wurden getötet, einer verletzt, ebenso zwei deutsche Soldaten, die nach Châteauroux in die Clinique Cotillon gebracht wurden. Die übrigen Soldaten wurden gefangen genommen und nach Bouesse, später nach Maillet gebracht.
Eine unmittelbare Reaktion der Deutschen auf die Widerstandsaktion erfolgte nicht. Ein Citroën Traction Avant mit vier Soldaten, der vermutlich auf dem Weg zum Bahnhof war, erreichte den südlichen Ortseingang von Argenton und wurde von Widerstandskämpfern angegriffen. Die Männer konnten fliehen und erreichten das knapp 100 Kilometer entfernte Limoges. Drei deutsche Lastkraftwagen, die von Norden kamen, wurden am frühen Nachmittag am Ortseingang von Argenton abgefangen, einem gelang es, umzukehren.
Ein Anführer des Widerstands, Marcel Bach von der Armée secrète, der im Hauptquartier des GMR installiert war, befahl Raymond Chauvat, genannt Bébert, Vorarbeiter bei Bouchon Moderne, der in der Rue Gambette direkt neben der GMR wohnte und über einen Lieferwagen seiner Firma verfügte, nach Bélâbre zu fahren, um Waffen und Munition zu holen. Er stellte ihm drei junge Lehrer vom Collège in Argenton zur Seite, Mercier, Marsouin und Cubel. Letzterer, ein geflohener Elsässer und Deutschlehrer, sollte wenige Stunden später eine Schlüsselrolle spielen. Die Gruppe fuhr gegen 15 Uhr los und kehrte zwei Stunden später zurück, alles war reibungslos gelaufen. Sie erhielten eine weitere identische Mission, aber ohne Cubel, der einige Momente weggegangen war, was einer Reihe von Bewohner von Argenton das Leben retten sollte. Der Lieferwagen verließ Argenton nach Saint-Benoît-du-Sault, etwa 20 Kilometer südöstlich. Sie nahmen die RN 20, dann die Straße nach Saint-Benoît. Die drei Männer konnten nicht wissen, dass sich eine SS-Kolonne von La Souterraine auf der RN 20 auf Argenton zu bewegte.

## Das Massaker
Für die Division „Das Reich“ war der Eisenbahnkonvoi von strategischer Bedeutung. Sobald sie über die Ereignisse in Argenton informiert wurden, beschloss der Stab, den Konvoi zu sichern, bevor er zerstört werden konnte. Gleichzeitig ging es darum, den Widerstand zu unterdrücken und die Bevölkerung in Angst zu versetzen. Eine Operation wurde unmittelbar südlich von Argenton durchgeführt, während die Zugänge von Westen, Norden und Osten gesperrt waren. Eine Kolonne wurde nach Argenton geschickt, bestehend aus der 15. Kompanie des SS-Panzergrenadier-Regiments 4 „Der Führer“, eine autonome Einheit, die auf „Reinigungsarbeiten“ nach Widerstandshandlungen spezialisiert war und vom SS-Hauptsturmführer Haelke befehligt wurde.
Die Menschen in Argenton ahnten nicht, was auf sie zu kam, sie waren sogar froh, weil sie dachten, ihre Stadt sei definitiv befreit worden.
Die Kolonne war schwer bewaffnet. Sie bestand aus zwei gepanzerten Fahrzeugen, einer Kanone, und zehn Lastwagen, sowie 200 Männern, die wütend waren wegen der Angriffe, denen ihre Division von allen Seiten ausgesetzt war. Die auf der RN 20 postierten Widerstandskämpfer mussten sich zurückziehen. Bei ihrer Rückkehr fingen sie den Lieferwagen ab, der aus Saint-Benoît zurückkehrte. Bébert machte hastig kehrt und versteckte das Fahrzeug, die Waffen und sein Maschinengewehr im Dickicht. Dieses Abfangen war ein glücklicher Umstand, da die Entdeckung von Waffen durch die Deutschen die Gewalt nur verstärken konnte.
Die Kolonne kam im Süden von Argenton gegen 17 Uhr 45 an. Sie teilte sich in mehrere Gruppen auf. Einige schossen auf jeden, den sie sahen, andere nahmen Geiseln.
Sechs Soldaten des Premier Régiment de France (ebenfalls eine Einheit des Vichy-Regimes), die sich am selben Morgen dem Widerstand in Argenton angeschlossen hatten, wurden am Nachmittag ausgeschickt, um den Riegel am südlichen Zugang zur Stadt zu verstärken. In der Avenue Rollinat sahen sie die Fahrzeuge und Marschkolonne der Deutschen heranrücken und eröffneten das Feuer. Sie verschanzten sich in einer Hütte, fünf schafften es, sich zurückzuziehen, während ihr Kamerad Henri Rognon mit seinem Gewehr weiter schoss, um sie zu decken. Die Hütte wurde von der Kanone zerstört, Henri Rognon getötet. Die Deutschen drangen von Westen und Süden in die Stadt und dort in die Häuser ein, das Massaker begann zwischen 19 Uhr 30 und 20 Uhr. In der Route de Fontfurat, heute die Rue du 9-Juin-1944 im Westen Argentons, wurden Hélène Aubry und ihre beiden heranwachsenden Töchter Nicole und Gisèle und acht weitere Personen erschossen. In der Rue Saint-Antoine im Süden wurden gegen 20 Uhr vier Männer getötet, darunter der 16-jährige Fernand Auclair. Diejenigen, die in Häusern angetroffen wurden, wurden mit einer Kugel ins Genick erschossen. Weitere Männer wurden in der Gendarmerie festgehalten, in die Rue de Maroux im Nordwesten Argentons gebracht und dort erschossen.
Am Bahnhof angekommen, wollten die Deutschen alle Eisenbahner erschießen. Der Stationsvorsteher Vautrin, der Deutsch sprach, redete ausführlich auf sie ein und schaffte es, seine zwölf Kameraden zu retten, die als Geiseln genommen wurden. Er musste die Soldaten nach Le Petit-Nice führen, wo sich der Benzinkonvoi befand.
An der Ecke Pont-Neuf und Rue Victor-Hugo betraten die Nazis die Buchhandlung von Jérémie Brunaud. Die Familie des Buchhändlers, darunter sein Sohn Pierre Brunaud, und die Mieter, darunter Cubel, der zu sich nach Hause zurückgekehrt war, hatten sich im Keller versteckt. Letzterer sprach die Nazis in perfektem Deutsch an, er erklärte, dass er Lehrer sei, zeigt seine Wörterbücher und die Arbeiten, die er korrigierte. Er wurde als Geisel genommen und fiel den Offizieren auf.
An diesem tragischen Abend waren zwei militärische Ereignisse bemerkenswert:
1. Die sechs Soldaten des Premier Régiment de France handelten instinktiv. Dieses Regiment, das im Juli 1943 von General Eugène Bridoux, Kriegs-Staatssekretär der Vichy-Regierung, eingerichtet worden war, bestand aus drei Bataillonen mit der Aufgabe, militärische Aktionen gegen den Widerstand durchzuführen, war aber weitgehend antideutsch geblieben. Das Premier Régiment de France wurde schließlich mit den Forces françaises de l’intérieur verschmolzen.
2. Die Gendarmen wurden von den Besatzern a priori als antideutsche Soldaten angesehen. Die Nazis konnten nicht wissen, dass die Gendarmen den Aktionen des Widerstandes nicht widersprachen und die Gendarmerie freiwillig aufgegeben hatten. Sie töteten sie jedoch nicht, indem sie sie wie die Zivilisten massakrierten, sondern indem sie sie wie feindliche Soldaten außerhalb der Sichtweite der Bevölkerung erschossen.

## Die Geiseln
Aus den verschiedenen Teilen der Stadt wurden Geiseln in Kolonnen nach Le Petit-Nice gebracht, wo sich der jetzt geborgene und bewachte Tankzug befand. Sie wurden im Haus Duplaix versammelt, das die Deutschen besetzt hatten. Es waren 174 Geiseln und sie erwarteten, erschossen zu werden. Hier spielte Jean-Marie Cubel (eigentlich Lothaire Kübel, 1918–2010) seine entscheidende Rolle, der ihn zum Helden Argentons werden ließ. Die Deutschen wussten nicht, dass er Elsässer ist. Seine Deutschkenntnisse erklärten sich ihnen durch seinen Lehrerberuf, was für sie auch nachprüfbar war. Sie nahmen ihn als Dolmetscher und vertrauten ihm. Die Geiseln verbrachten die Nacht schlaflos im Garten.
Am nächsten Morgen, den 10. Juni, teilten die Nazis die Geiseln in zwei Gruppen auf, diejenigen, die ihre Ausweispapiere bei sich hatten, und die anderen. Dann griff Cubel hartnäckig und mit Überzeugungskraft auf eigene Initiative ein. Er präsentierte jede Geisel ohne Papiere als einen seiner Freunde aus dem Fußballclub, als ehemaligen Studenten, als Händler oder als bekannten und friedlichen Angestellten, als Reisenden, der auf einen Zug warte... Insgesamt schafften es Cubel bzw. Vautrin für die Eisenbahner, den größten Teil der Geiseln zu retten. Weniger als fünfzehn wurden in einen Lastwagen gesteckt. Unter ihnen waren die fünf Soldaten des Premier Régiment de France in Uniform, und die Brüder Ernest und Joseph Thimonnier, zwei Jugendliche, die Schüler von Cubel waren, die er aber er nicht retten konnte, weil sie als Söhne eines Gendarms erkannt wurden und ihr Vater Joseph Thimonnier schon am Vortag mit den anderen Gendarmen erschossen worden war.
Kurz nach 7 Uhr verließ die NS-Kolonne Argenton Richtung Limoges und nahm die Geiseln, von denen zwei am Ortsausgang durch einen Sprung vom Lastwagen entkommen konnten, mit. Als die SS-Division den Marschbefehl nach Norden erhielt, entledigte man sich ihrer, indem man sie in den Steinbrüchen von Gramagnat in Le Malabre im Norden von Limoges erschoss, wo am 12. Juni vierzehn Leichen gefunden wurden.

## Nach dem Massaker
Der Marschbefehl führte die SS-Division ab dem 11. Juni nach Poitiers, westlich von Argenton, das keinen weiteren Durchmarsch erlebte. Die Deutschen hatten den Tankzug geborgen. Die Division wurde während ihres Marsches von den Flugzeugen der Résistance und der Alliierten ständig angegriffen. Statt der geplanten drei Wochen brauchte sie nur zwei Wochen, um verstreut in der Normandie anzukommen, sich neu zu gruppieren und wieder einsatzbereit zu sein. Sie erlitt schwere Verluste in der Operation Cobra.
Am 12. Juni wurden die Opfer bestattet. 53 Leichen wurden in der Kapelle Saint-Benôit aufgebahrt. Nach dem Gottesdienst wurden sie mit einem Ehrengeleit aus Argenton auf den Friedhof gebracht. Argenton wurde endgültig am 14. August befreit. Die Brüder Thimonnier wurden am 20. Oktober bestattet.

## Erinnerung
Ein Denkmal, das am Hang des Hügels errichtet wurde, auf dem das Lycée Général et Collège Rollinat steht, wurde am Jahrestag, dem 9. Juni 1947 eingeweiht und am folgenden Tag vom Präsidenten der Republik, Vincent Auriol, besucht. Auf jeder Seite eines lothringischen Kreuzes sind die Namen der 67 Toten des Massakers eingraviert, 56 Zivilisten, Männer, Frauen und Kinder, 6 Soldaten des Premier Régiment de France, 5 Widerstandskämpfer und Gendarmen. Gegen die Täter gab es keine Gerichtsverfahren. Haelke wurde in der Normandie getötet. Im Jahr 1953 verurteilte das Militärgericht von Bordeaux Lammerding in Abwesenheit wegen Kriegsverbrechen in Tulle und Oradour-sur-Glane zum Tode, aber der ehemalige General wurde nicht ausgeliefert. Er wurde ein erfolgreicher Unternehmer und starb 1971.
Argenton erhielt am 23. Mai 1950 das Croix de Guerre vom Ministerpräsidenten Georges Bidault. Lothaire Kübel, alias Jean-Marie Cubel, wurde am 25. Februar 1945 Ehrenbürger von Argenton und am 8. Mai 1990 in Le Petit-Nice, wo er seine Mitbürger gerettet hatte und in deren Anwesenheit Ritter der Ehrenlegion. Pierre Brunaud, Sohn von Jérémie Brunaud, der während der Geiselkrise im Haus seines Vaters war, veröffentlichte 2008 eine detaillierte historische Aufarbeitung der Ereignisse des Massakers, in der die Umstände der Tragödie für jedes der Opfer geschildert werden.
Eine Tafel zum Gedenken an den Soldaten Henri Rognon wurde am 9. Juni 2014 an der Stelle seines Kampfes, Avenue Rollinat 76, eingeweiht.
Der Straßenname Rue du 9-Juin-1944 erinnert ebenfalls an das Ereignis.

## Weblink
- Dictionnaire biographique fusillés, guillotinés, exécutés, massacrés 1940-1944 online (mit einer Liste der Opfer)